# Vilâyet Aydın

Das Vilâyet Aydın in Rot um 1900

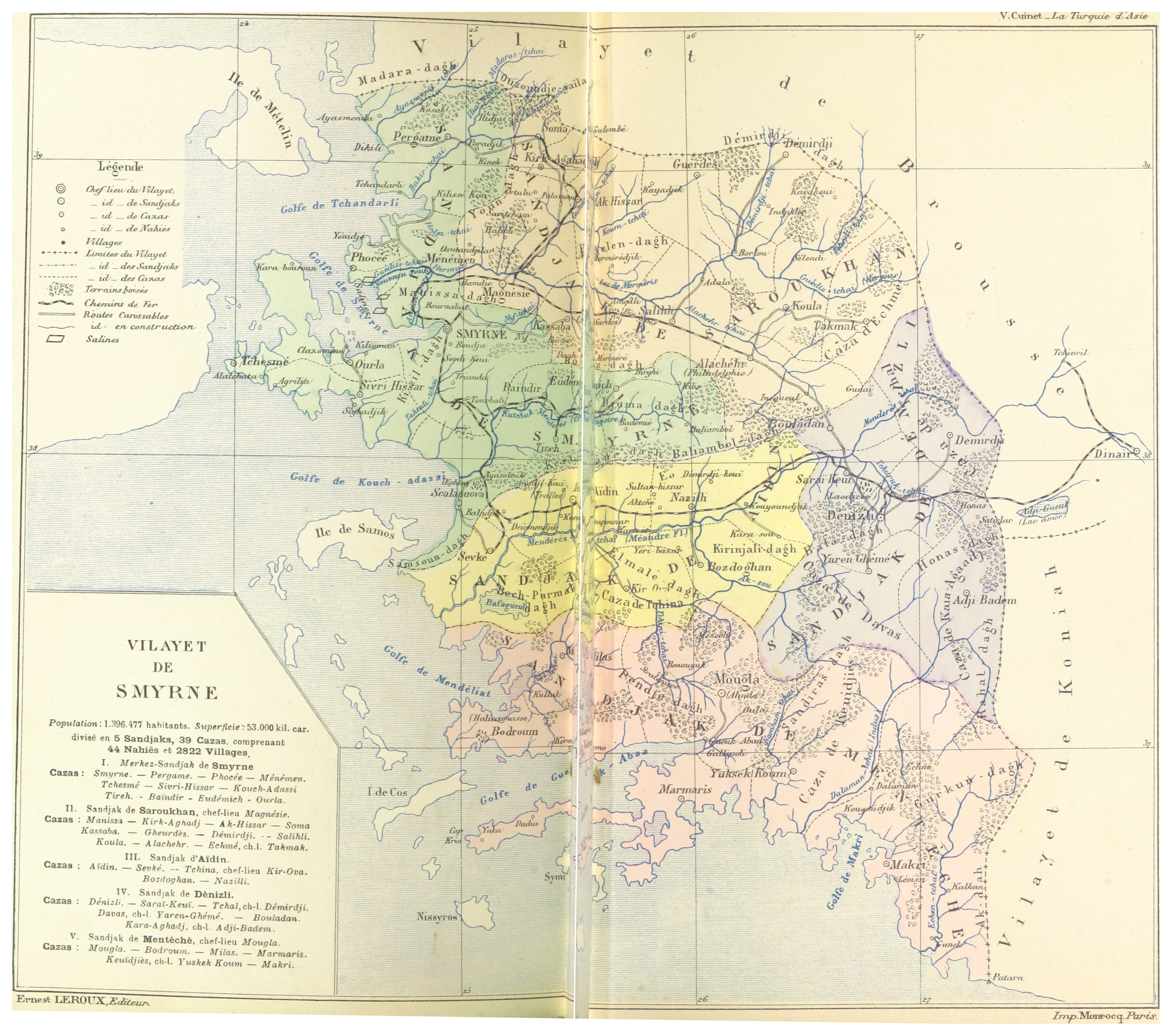
Karte zum Vilayet Aydin/Smyrna von 1894

Das Vilâyet Aydın (osmanisch ولايت ايدين Vilâyet-i Aydın) war der Name einer Provinz des Osmanischen Reiches. Aydın ist heute die Bezeichnung für die gleichnamige türkische Provinz Aydın. Der Name der Provinz stammt von dem Fürstentum der Aydınoğulları ab, die die Region vor den Osmanen beherrschten.
Das 1864 geschaffene Vilâyet Aydın umfasste die Sandschaks İzmir, Aydın und Muğla. 1877 stieg die Zahl der Sandschaks, nach einer Verwaltungsvereinbarung, mit dem neuen Sandschak Manisa auf vier. 1892 stieg die Zahl der Sandschaks mit Denizli auf fünf. Der Sandschak Izmir war Zentrum des Vilayets. In den 1900er Jahren umfasste das Vilâyet einen großen Teil der heutigen Ägäisregion.

## Bevölkerung

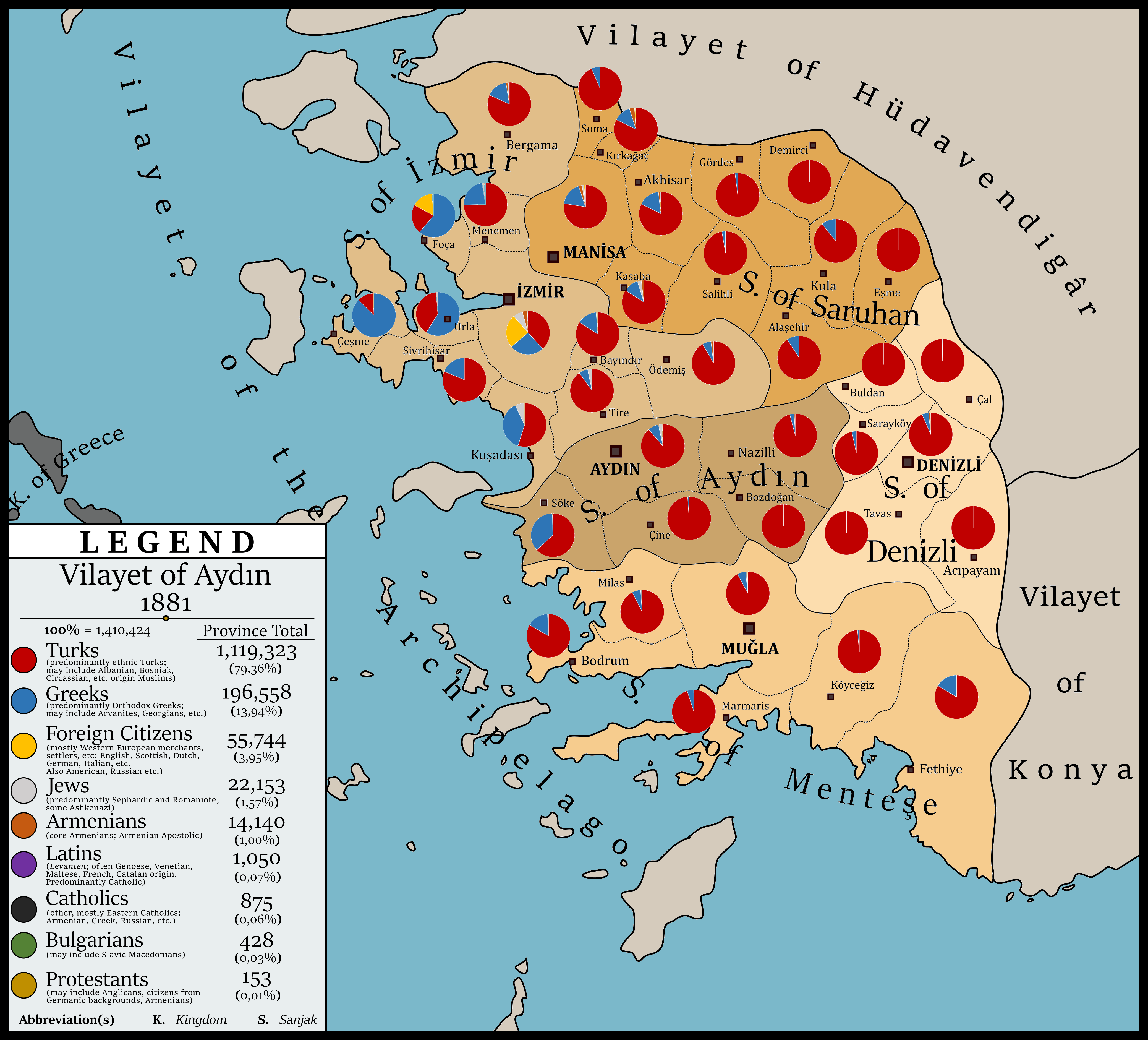
Vilâyet Aydın (1881), Grenzen and Ethnische Verteilung

Die Bevölkerung des Osmanischen Reiches wurde in den Registern nach ihrem Millet bzw. Religion eingeteilt. So ergaben sich dann Kategorien wie Muslime, Juden und griechisch-orthodoxe Christen. Insgesamt waren im Jahre 1914 1.249.067 der Einwohner Aydıns Muslime.
Die Anzahl der Griechen betrug 299.097. Etwa 35.041 Einwohner waren Juden und nur noch 20.287 Einwohner waren Armenier.